# Věra Vacíková
Věra Vacíková (* 30. srpna 1951) byla česká a československá politička Komunistické strany Československa a poslankyně Sněmovny lidu Federálního shromáždění za normalizace.

## Biografie
K roku 1976 se profesně uvádí jako technická úřednice.
Ve volbách roku 1976 byla zvolena do Sněmovny lidu (volební obvod č. 38 - Prachatice, Jihočeský kraj). Mandát obhájila ve volbách roku 1981 (obvod Prachatice). Ve Federálním shromáždění setrvala do konce funkčního období, tedy do voleb roku 1986.